# José Ortega
José Ortega Chumilla (ur. 2 października 1963 w Yecla) – hiszpański bokser.
Wystąpił na Letnich Igrzyskach Olimpijskich 1988, gdzie przegrał w pierwszej rundzie w wadze ciężkiej z Gyulą Alvicsem. Na Letnich Igrzyskach Olimpijskich 1992 odpadł w drugiej rundzie, przegrywając pojedynek z Davidem Tuą.